# Zégo

Zégo est une localité du sud de la Côte d'Ivoire, située dans le département de Divo, au sein de la région du Sud-Bandama. Elle est le chef-lieu de la commune de Zégo.

## Géographie
Zégo se situe dans une région caractérisée par un climat équatorial humide et une végétation alternant forêts et savanes arborées. La localité profite de terres propices à la culture du cacao et du café, principales ressources agricoles de la région. La proximité de la rivière Bandama facilite l’irrigation des cultures et l’approvisionnement en eau.

## Histoire
La fondation de Zégo remonterait au début du XXe siècle, à la suite des migrations internes de divers groupes ethniques à la recherche de terres agricoles fertiles. Durant la période coloniale, Zégo a acquis une reconnaissance administrative, devenant progressivement un pôle attractif pour les populations voisines.

## Politique et administration
Chef-lieu de commune, Zégo administre plusieurs villages et campements environnants, centralisant l’accès aux services publics essentiels (état civil, santé, éducation, marchés). La vie sociale reste organisée autour des chefferies traditionnelles, des associations de jeunes et de femmes, ainsi que des structures agricoles locales.

### Environnement
Comme beaucoup de localités rurales ivoiriennes, Zégo fait face à des défis liés à l’accès à l’eau potable, à l’éducation, à la santé et aux infrastructures.

## Culture locale et patrimoine
La communauté de Zégo valorise ses traditions à travers des fêtes coutumières, cérémonies et activités sociales. La transmission des valeurs ancestrales demeure un élément clé du lien social.